# Dimitrie Onciul

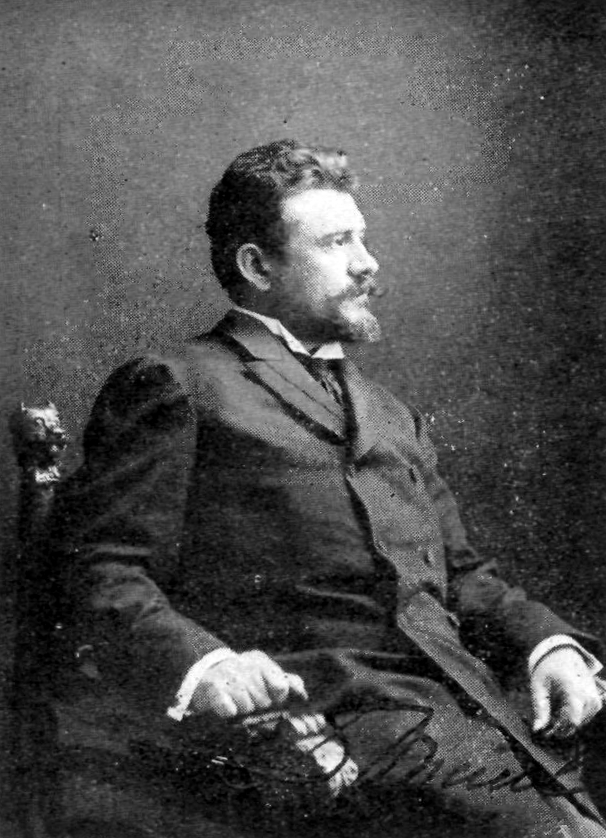
Dimitrie Onciul (1905)

Dimitrie Onciul (* 26. Oktoberjul. / 7. November 1856greg. in Straja; † 20. März 1923 in Bukarest) war ein rumänischer Historiker und Hochschullehrer sowie Mitglied und Präsident der Rumänischen Akademie der Wissenschaften.

## Leben und Wirken
Dimitrie Onciul wurde in Straja als der Sohn eines Geistlichen der Griechisch-orthodoxen Kirche geboren. Er ging in Czernowitz zur Schule und nahm danach an der dortigen, 1875 gerade erst gegründeten Franz-Josephs-Universität von 1876 bis 1879 das Studium der Geschichte, Geographie und Philosophie auf. Onciul setzte seine Studien von 1879 bis 1881 an der Universität Wien fort. Er kehrte 1881 nach Czernowitz zurück, wo er die Staatsprüfung absolvierte und 1884 mit seiner Dissertation „Über die Anfänge des rumänischen Staatswesens“ promoviert wurde.
Dimitrie Onciul arbeitete zwischen 1885 und 1895 als Geschichtslehrer am Gymnasium von Czernowitz, rundete aber zwischenzeitlich (1889/1890 und 1894) seine Studien an den Universitäten in Wien und Berlin ab. 1896 wurde er als Lehrstuhlinhaber für Geschichte an die Universität Bukarest berufen, wo er bis zu seinem Lebensende tätig blieb. 1900 wurde Onciul zusätzlich zum Generaldirektor des Rumänischen Staatsarchivs ernannt. Seit 1905 war er ordentliches Mitglied der Rumänischen Akademie der Wissenschaften, ab 1920 deren Präsident. Seit 1913 war er Mitglied der Kommission für historische Monumente, ab 1919 auch deren Vorsitzender. 1922 gründete er die Heraldische Kommission und war bis zu seinem Tode auch deren erster Vorsitzender.
Schon früh publizierte Onciul zur Ethnogenese des rumänischen Volkes und zu den Staatsgründungen der rumänischen Fürstentümer Moldau und Walachei. Er gilt als Begründer der rumänischen Mediävistik und als bedeutender Mitbegründer der Dako-romanischen Kontinuitätstheorie. Am Rumänischen Staatsarchiv organisierte Dimitrie Onciul das Archivwesen nach modernen Methoden und Aspekten und entwickelte Richtlinien für die Ausbildung der Archivare. Als Mitglied der Kommission für historische Denkmäler initiierte er die methodische Erforschung von Denkmälern und betrieb ihre Restaurierung und Erhaltung. Im Gegensatz zu vielen seiner Kollegen engagierte sich Onciul nicht politisch, wenngleich er ein ideologischer Kopf der rumänischen Nationalbewegung war.

## Schriften (Auswahl)
- Dragoş şi Bogdan, fondatorii principatului moldovenesc (1884)
- Teoria lui Roesler. Studii asupra stăruinții românilor în Dacia Traiană (1885)
- Zur Geschichte der Bukowina (I. Theil). In: Programm des k.k. I. Staatsgymnasiums Czernowitz, Czernowitz 1887.
- Zur rumänischen Streitfrage. In: Mittheilungen des Instituts für österreichische Geschichtsforschung. Ergänzungsband 2, Wien 1887, S. 277–294.
- Radu Negru și originile Principatului Țării Românești (1890–1892)
- Originile Principatelor Române (1899)
- Landesgeschichte der Bukowina vor der Vereinigung bis 1775. In: Die österreichisch-ungarische Monarchie in Wort und Bild. Bukowina. Wien 1899, S. 57–116.
- Tradiția istorică în chestiunea originilor române (1906–1907)
- Din istoria României (1908)
- Ideea latinității și a unității naționale (1919)